# P/2012 U2 (PANSTARRS)
P/2012 U2 (PANSTARRS) — одна з короткоперіодичних комет сім'ї Юпітера. Ця комета була відкрита 21 жовтня 2012 року; вона мала 20.7m на час відкриття.